# Biblioteka Narodowa Izraela
Biblioteka Narodowa Izraela (hebr. ‏הספרייה הלאומית‎; dawniej: Żydowska Biblioteka Narodowa i Uniwersytecka, ‏בית הספרים הלאומי והאוניברסיטאי‎) – izraelska biblioteka narodowa w Jerozolimie.
Biblioteka posiada ponad 5 milionów książek i znajduje się na terenie kampusu Giwat Ram Uniwersytetu Hebrajskiego. Biblioteka zgromadziła największą na świecie kolekcję hebraików oraz judaików i jest właścicielem wielu rzadkich i unikatowych rękopisów, książek i artefaktów.

## Historia
„Biblioteka B’nai B’rith”, założona w Jerozolimie w 1892 roku, była pierwszą biblioteką publiczną w Palestynie, która miała służyć społeczności żydowskiej. Biblioteka mieściła się przy ul. B’nai Brith, pomiędzy dzielnicami Me’a Sze’arim i Migrasz ha-Rusim. Dziesięć lat później bibliotekę „Abrabanel Midrasz”, jak ją wtedy nazywano, przeniesiono na ul. Etiopską. W 1920 zbiór „B’nai Brith” stał się podstawą dla biblioteki uniwersyteckiej. Książki zostały przeniesione pięć lat później do budynku uniwersyteckiego w kampusie na Górze Skopus.
W 1948, kiedy dostęp do kampusu na Górze Scopus został zablokowany, większość książek przeniesiono do budynku w dzielnicy Rechawia. W tym czasie zbiór zawierał ponad milion książek. Z braku miejsca, niektóre książki zostały umieszczone w magazynach w mieście.
W 1960 biblioteka została przeniesiona do nowego budynku w kampusie Giwat Ram.
Pod koniec lat 70., kiedy otworzono nowy kompleks uniwersytecki, wydziały prawa, nauk humanistycznych i społecznych powróciły na Górę Scopus, a wraz z nimi biblioteki wydziałowe. Liczba osób korzystających z biblioteki w Giwat Ram spadła. W latach 90. zaistniały duże problemy z utrzymaniem budynku, miały miejsce zalania przez wodę deszczową, a także plaga owadów.
W 2007 biblioteka została oficjalnie uznana za narodową. Ustawa, która weszła w życie 23 lipca 2008 nadawała jej nazwę „Narodowej Biblioteki Izraela” i określała tymczasowo jako filię uniwersytetu, a następnie przyznała status instytucji niezależnej (będącej wspólną własnością rządu Izraela (50% udziałów), Uniwersytetu Hebrajskiego (25%) i innych organizacji).

## Digitalizacja zbiorów
W 2019 roku na mocy porozumienia pomiędzy biblioteką a firmą Google rozpoczęto digitalizację 70 000 książek. 50 000 przewieziono do Niemiec, gdzie zostaną zeskanowane w ośrodku Google. Pozostałe zostaną poddane digitalizacji w Izraelu. celem projektu jest popularyzacja kultury żydowskiej, dlatego wersje cyfrowe zostaną udostępnione nieodpłatnie w Internecie.

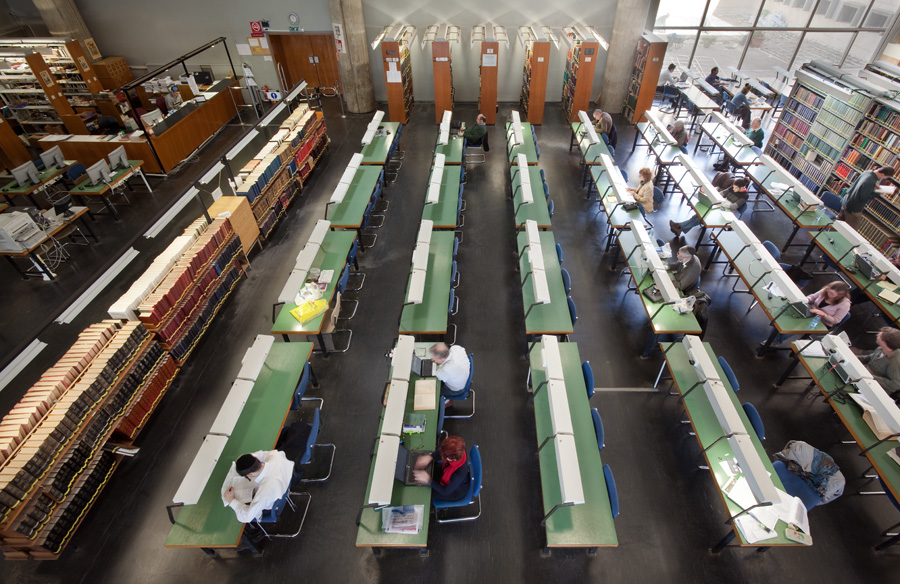
Czytelnia biblioteki
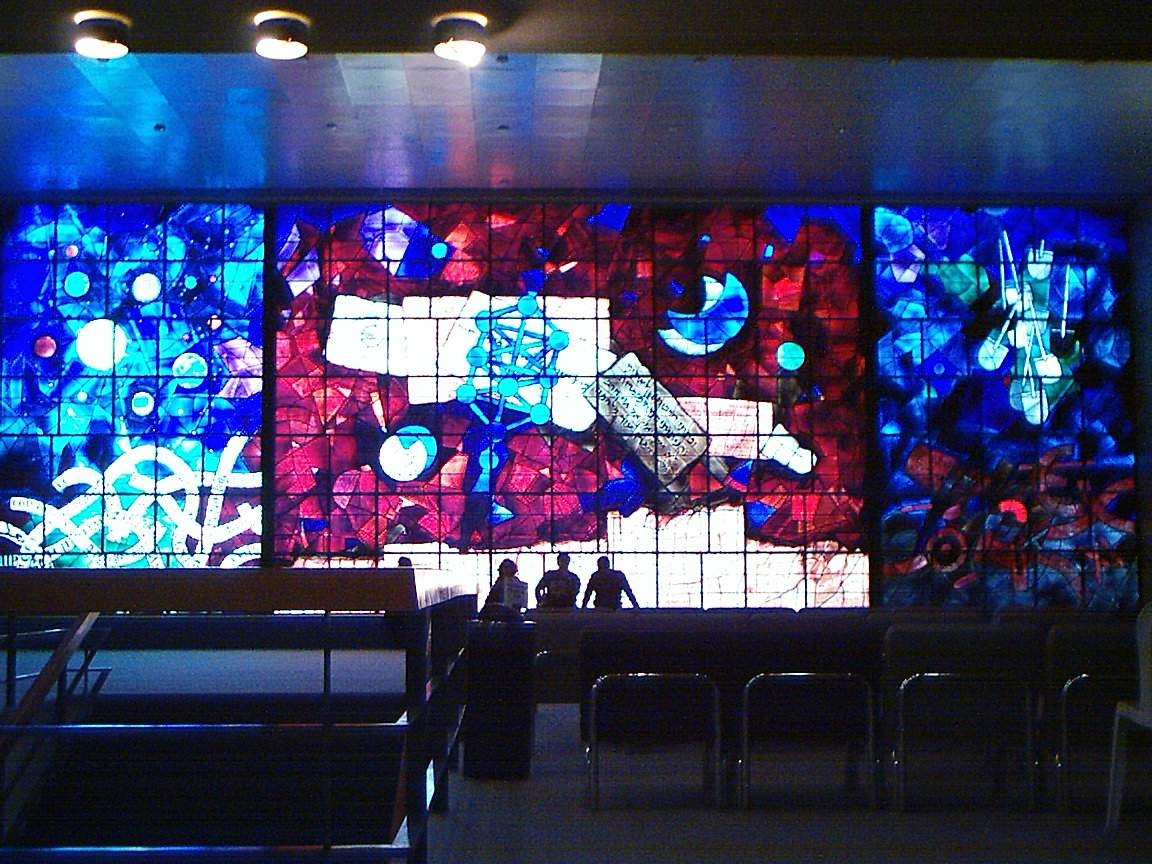